# Cyrtodesmus weyrauchi
Cyrtodesmus weyrauchi är en mångfotingart som först beskrevs av Kraus 1957.  Cyrtodesmus weyrauchi ingår i släktet Cyrtodesmus och familjen Cyrtodesmidae. Inga underarter finns listade i Catalogue of Life.